# アジエル・デ・オリベイラ・アモリム
アジエルことアジエル・デ・オリベイラ・アモリム（Adiel de Oliveira Amorim、1980年8月13日 - ）は、ブラジル出身のサッカー選手。ポジションはミッドフィルダー。

## 来歴
オランダのRKCに移籍したゼリコ・ペトロビッチの後釜として2000年途中、浦和レッドダイヤモンズに入団、この年のJ2最終戦で先制ゴールを挙げるなど、レッズのJ1昇格に貢献した。2001年からはブラジル、クウェートの計3チームを渡り歩き、2006年から湘南ベルマーレでプレー。
実力とともに、そのキャラクターもあって、チームメイト、サポーターから愛された。
2010年に両足脛骨の疲労骨折のため5月19日に手術を受けたがその後も状態が思わしくなく、外国人枠の制限もあり7月16日に選手登録抹消となった。翌2011シーズンで選手として再登録。開幕戦に先発出場したが、同年限りで退団。湘南の歴史の中では外国人選手として過去最長となる6年間の在籍となった。
2012年より中国・武漢卓爾足球倶楽部へ移籍。

## エピソード・アラカルト
- 写真を撮られる際はほぼ人差し指、中指、薬指を曲げ、親指、小指を伸ばすポーズをする。
- 2007年に湘南に移籍加入したDFジャーンとは、ブラジルのサントスFCでも一緒にプレーしており、仲が良い。ゴール後はポルトガル語に堪能な加藤望と3人で喜びあう姿が見られた。
- 湘南含めJリーグに長く在籍したが日本語はあまり話せなかった。このことについてジャーンが「なぜ日本で暮らしているのに日本語ができないんだ！」と窘めた所、挨拶や買い物に使う日常会話は多少身につけたが流ちょうとは言えなかった[2]。本人はジョークとして「僕は日本語ペラペラだよ」と言っている[3]。
- そのジャーンによるとアジエルは「女性と話をするのが苦手で女性が目の前にいると顔が赤くなる」らしい[4]。
- 湘南を「家族同様」と、に非常に強い愛着を持っていた[5]。帰国日には平日昼間にもかかわらず見送りに訪れるサポーターもいた[6]。見送りには湘南の選手も駆けつけたが、当時所属していた石神直哉は成田空港に到着しダッシュで駆けつけたにもかかわらず、タッチの差で見送りに間に合わず、涙涙でアジエルを見送ったその場の人間を爆笑させ、笑顔を愛したアジエルらしいオチがついた[7]。

## 所属クラブ
- 1997年 - 2000年 サントスFC
- 2000年9月 - 2000年12月 浦和レッドダイヤモンズ
- 2001年 ボタフォゴFC
- 2002年 - 2004年 サントスFC
- 2005年 アル・カーディシーヤ
- 2006年 - 2011年 湘南ベルマーレ
- 2012年 武漢卓爾足球倶楽部
- 2013年 新疆天山雪豹足球倶楽部
- 2015年 -  2016年 CAジュベントス
- 2017年 ポルトゥゲーザ-RJ

## 個人成績
| 国内大会個人成績 | 国内大会個人成績     | 国内大会個人成績 | 国内大会個人成績 | 国内大会個人成績 | 国内大会個人成績 | 国内大会個人成績 | 国内大会個人成績 | 国内大会個人成績 | 国内大会個人成績 | 国内大会個人成績 | 国内大会個人成績 |
| 年度             | クラブ               | 背番号           | リーグ           | リーグ戦         | リーグ戦         | リーグ杯         | リーグ杯         | オープン杯       | オープン杯       | 期間通算         | 期間通算         |
| 年度             | クラブ               | 背番号           | リーグ           | 出場             | 得点             | 出場             | 得点             | 出場             | 得点             | 出場             | 得点             |
| ブラジル         | ブラジル             | ブラジル         | ブラジル         | リーグ戦         | リーグ戦         | ブラジル杯       | ブラジル杯       | オープン杯       | オープン杯       | 期間通算         | 期間通算         |
| ---------------- | -------------------- | ---------------- | ---------------- | ---------------- | ---------------- | ---------------- | ---------------- | ---------------- | ---------------- | ---------------- | ---------------- |
| 1997             | サントス             |                  |                  | 0                | 0                |                  |                  |                  |                  |                  |                  |
| 1998             | サントス             |                  |                  | 19               | 0                |                  |                  |                  |                  |                  |                  |
| 1999             | サントス             |                  |                  | 9                | 0                |                  |                  |                  |                  |                  |                  |
| 2000             | サントス             |                  |                  | 0                | 0                |                  |                  |                  |                  |                  |                  |
| 日本             | 日本                 | 日本             | 日本             | リーグ戦         | リーグ戦         | リーグ杯         | リーグ杯         | 天皇杯           | 天皇杯           | 期間通算         | 期間通算         |
| 2000             | 浦和                 | 35               | J2               | 10               | 2                | 0                | 0                | 4                | 1                | 14               | 3                |
| ブラジル         | ブラジル             | ブラジル         | ブラジル         | リーグ戦         | リーグ戦         | ブラジル杯       | ブラジル杯       | オープン杯       | オープン杯       | 期間通算         | 期間通算         |
| 2001             | ボタフォゴ           |                  |                  | 18               | 3                |                  |                  |                  |                  |                  |                  |
| 2002             | サントス             |                  |                  | 4                | 0                |                  |                  |                  |                  |                  |                  |
| 2003             | サントス             |                  |                  | 0                | 0                |                  |                  |                  |                  |                  |                  |
| 2004             | サントス             |                  |                  |                  |                  |                  |                  |                  |                  |                  |                  |
| クウェート       | クウェート           | クウェート       | クウェート       | リーグ戦         | リーグ戦         | リーグ杯         | リーグ杯         | オープン杯       | オープン杯       | 期間通算         | 期間通算         |
| 2005             | アル・カーディシーヤ |                  | クウェートリーグ |                  |                  |                  |                  |                  |                  |                  |                  |
| 日本             | 日本                 | 日本             | 日本             | リーグ戦         | リーグ戦         | リーグ杯         | リーグ杯         | 天皇杯           | 天皇杯           | 期間通算         | 期間通算         |
| 2006             | 湘南                 | 10               | J2               | 42               | 12               | -                | -                | 2                | 2                | 44               | 14               |
| 2007             | 湘南                 | 10               | J2               | 41               | 12               | -                | -                | 2                | 0                | 43               | 12               |
| 2008             | 湘南                 | 10               | J2               | 26               | 9                | -                | -                | 0                | 0                | 26               | 9                |
| 2009             | 湘南                 | 10               | J2               | 42               | 11               | -                | -                | 0                | 0                | 42               | 11               |
| 2010             | 湘南                 | 10               | J1               | 0                | 0                | 0                | 0                | -                | -                | 0                | 0                |
| 2011             | 湘南                 | 10               | J2               | 35               | 4                | -                | -                |                  |                  |                  |                  |
| 中国             | 中国                 | 中国             | 中国             | リーグ戦         | リーグ戦         | リーグ杯         | リーグ杯         | FA杯             | FA杯             | 期間通算         | 期間通算         |
| 2012             | 武漢卓爾             |                  | 甲級リーグ       |                  |                  |                  |                  |                  |                  |                  |                  |
| 通算             | ブラジル             | ブラジル         |                  |                  |                  |                  |                  |                  |                  |                  |                  |
| 通算             | 日本                 | 日本             | J1               | 0                | 0                | 0                | 0                | -                | -                | 0                | 0                |
| 通算             | 日本                 | 日本             | J2               | 196              | 50               | 0                | 0                | 8                | 3                | 204              | 53               |
| 通算             | クウェート           | クウェート       | クウェートリーグ |                  |                  |                  |                  |                  |                  |                  |                  |
| 通算             | 中国                 | 中国             | 甲級リーグ       |                  |                  |                  |                  |                  |                  |                  |                  |
| 総通算           |                      |                  |                  |                  |                  |                  |                  |                  |                  |                  |                  |

## 記録
- 2006年7月29日・コンサドーレ札幌戦（厚別）において1999年のJ2リーグ発足後通算5000点目を挙げた。

## 代表歴
- U-17ブラジル代表

## タイトル

### 選手時代
サントスFC
- コパCONMEBOL：1回（1998）
- カンピオナート・ブラジレイロ・セリエA：1回（2002）

U-17ブラジル代表
- FIFA U-17世界選手権：1回（1997）